# Liste der Bodendenkmäler in Düren
Die Liste der Bodendenkmäler in Düren enthält die denkmalgeschützten unterirdischen baulichen Anlagen, Reste oberirdischer baulicher Anlagen, Zeugnisse tierischen und pflanzlichen Lebens und paläontologischen Reste auf dem Gebiet der Stadt Düren im Kreis Düren in Nordrhein-Westfalen (Stand: November 2020). Diese Bodendenkmäler sind in Teil B der Denkmalliste der Stadt Düren eingetragen; Grundlage für die Aufnahme ist das Denkmalschutzgesetz Nordrhein-Westfalen (DSchG NRW).
| Bild           | Bezeichnung                                    | Lage                                     | Beschreibung | Bauzeit | Eingetragen seit | Denkmal- nummer |
| -------------- | ---------------------------------------------- | ---------------------------------------- | ------------ | ------- | ---------------- | --------------- |
|                | Niederauer Mühlenteich                         |                                          |              |         | 17.01.2013       | B 166 a         |
|                | Lendersdorfer Mühlenteich                      |                                          |              |         | 17.01.2013       | B 167           |
|                | Dürener Mühlenteich                            |                                          |              |         | 17.01.2013       | B 168           |
|                | Mittelalterliches Grabenrechteck               | Arnoldsweiler In den Eldern              |              |         | 02.06.1991       | B 54            |
|                | Turmanlage Mozenborn                           | Birgel                                   |              |         | 24.05.1984       | B 63            |
|                | Vorgängerbauten                                | Düren Bereich der alten Annakirche       |              |         | 28.11.1991       | B 144           |
| BW             | ehem. Veldener Hof                             | Düren Malteser Straße Karte              |              |         | 26.02.1996       | B 150           |
|                | Mittelalterliche Motte                         | Düren Am Fuchsberg                       |              |         | 06.02.1991       | B 34            |
| BW             | Gebäudereste des ehem. Klosters „Zum Paradies“ | Düren Uhlandstraße Karte                 |              |         | 15.02.1994       | B n1            |
|                | Bodendenkmal Innenstadt                        | Düren Bereich Jugendheim Pfarre St. Anna |              |         | 08.05.1998       | B n3            |
|                | Bodendenkmal Innenstadt                        | Düren Bereich des Philipptores           |              |         | 11.03.1998       | B n4            |
|                | Bodendenkmal Innenstadt                        | Düren Bereich L.H.Museum                 |              |         | 09.11.2006       | B n6            |
| weitere Bilder | geschlossener jüdischer Friedhof               | Düren Arnoldsweilerstraße Karte          |              |         | 14.10.2008       | B n7            |
|                | Villa rustica                                  | Krauthausen römisches Landgut            |              |         | 19.03.1996       | B n2            |
|                | Bergbaugebiet                                  | Kufferath Tommekamp-Köschbend            |              |         | 06.02.1991       | B 65.1          |
|                | Bergbaugebiet                                  | Kufferath Tommekamp-Köschbend            |              |         | 06.02.1991       | B 65.2          |
|                | Bergbaugebiet                                  | Kufferath Tommekamp-Köschbend            |              |         | 06.02.1991       | B 65.3          |
|                | Bergbaugebiet                                  | Kufferath Tommekamp-Köschbend            |              |         | 06.02.1991       | B 65.4          |
|                | Bergbaugebiet                                  | Kufferath Tommekamp-Köschbend            |              |         | 06.02.1991       | B 65.5          |
|                | Grabenanlage Schönwald                         | Mariaweiler-Hoven Schönwaldweg           |              |         | 21.12.1984       | B 55            |
|                | Ehem. Römischer Tempel                         | Mariaweiler-Hoven Heidenburg             |              |         | 07.03.1986       | B 90            |
|                | Mittelalterliche Motte Schloß Burgau           | Niederau Von-Aue-Straße                  |              |         | 06.02.1991       | B 32            |
|                | Grabenanlage                                   | Niederau Binsfelder Bruch                |              |         | 06.02.1991       | B 35            |
|                | Wall- und Grabenanlage                         | Niederau Breitenbend-Pützbroich          |              |         | 06.02.1991       | B 36            |